# 1999 en sociologie
| Années de la sociologie : 1996 - 1997 - 1998 - 1999 - 2000 - 2001 - 2002    |
| Décennies de la sociologie : 1960 - 1970 - 1980 - 1990 - 2000 - 2010 - 2020 |

Cet article présente les événements de l'année 1999 dans le domaine de la sociologie.

## Publications

### Livres
- David Byrne, Social Exclusion
- Colin Crouch, Social Change in Western Europe
- Mairtin Mac An Ghaill, Contemporary racisms and ethnicities
- Nacira Guénif-Souilamas, Des « beurettes » aux descendantes d’immigrants nord-africains, Paris, Grasset, coll. « Partage du savoir », 2000, 362 p. (ISBN 978-2-246-59661-5 et 2-246-59661-0)
- Germaine Greer, The Whole Woman
- Ian Hacking, The Social Construction of What?
- Charles Murray, The Underclass Revisited
- Susan Moller Okin, Is Multiculturalism Bad For Women?
- Anne Phillips, Which equalities matter?
- Michel Wieviorka (dir.), Violences en France

## Congrès
- XXIIe congrès de l’Association européenne de sociologie à Concepción au Chili.
- 18-21 août : 4e congrès de l’Association européenne de sociologie à Amsterdam aux Pays-Bas.

## Autres
- Alejandro Portes devient président de l’Association américaine de sociologie.
- Jiri Musil (université de Prague, République tchèque) devient président de l’Association européenne de sociologie.